# Túnel de Lundby
O Túnel de Lundby (em sueco: Lundbytunneln ) é um túnel rodoviário de 2 km de comprimento, ligando Bräckemotet a Eriksbergsmotet, na ilha de Hisingen na cidade de Gotemburgo, na provincia sueca da Västergötland.
Foi inaugurado em 1998. Dispõe de 2 galerias com 2 pistas cada uma.
Foi construído para aliviar o impacto ambiental e libertar terrenos para construir habitações, e não para aumentar a capacidade de tráfego.